# Tuy Hòa (huyện)
Tuy Hòa là một huyện cũ thuộc tỉnh Phú Khánh, sau thuộc tỉnh Phú Yên.
Huyện Tuy Hòa tồn tại đến ngày 16 tháng 5 năm 2005.

## Địa lý
Huyện Tuy Hòa nằm ở phía nam tỉnh Phú Yên, có vị trí địa lý:
- Phía đông giáp biển Đông
- Phía tây giáp huyện Sông Hinh, tây bắc giáp huyện Sơn Hòa
- Phía nam giáp huyện Vạn Ninh, tỉnh Khánh Hòa
- Phía bắc giáp thị xã Tuy Hòa và huyện Phú Hòa với ranh giới là sông Đà Rằng.

Trước khi giải thể vào năm 2005, huyện Tuy Hòa có diện tích 880,02 km², dân số là 235.863 người, mật độ dân số đạt 268 người/km².

## Lịch sử
Dưới thời Việt Nam Cộng hòa, huyện Tuy Hòa bấy giờ là hai quận Tuy Hòa và Hiếu Xương thuộc tỉnh Phú Yên.
Sau ngày 30 tháng 4 năm 1975, 2 tỉnh Phú Yên và Khánh Hòa hợp nhất thành tỉnh Phú Khánh, hai quận Tuy Hòa và Hiếu Xương được hợp nhất thành huyện Tuy Hòa.
Phía Bắc giáp thị xã Tuy Hòa và Phú Hòa, phía Nam giáp huyện Vạn Ninh của tỉnh Khánh Hòa, phía Đông giáp Biển Đông, phía Tây giáp hai huyện Sơn Hòa và Sông Hinh.
Huyện Tuy Hòa ban đầu gồm thị trấn Phú Lâm và 16 xã: Hòa An, Hòa Bình, Hòa Định, Hòa Đồng, Hòa Hiệp, Hòa Mỹ, Hòa Phong, Hòa Quang, Hòa Tân, Hòa Thắng, Hòa Thành, Hòa Thịnh, Hòa Trị, Hòa Vinh, Hòa Xuân, Sơn Thành.
Ngày 10 tháng 3 năm 1977, sáp nhập thị xã Tuy Hòa vào huyện Tuy Hòa và đổi thành thị trấn Tuy Hòa. Nhưng một năm sau (ngày 22 tháng 9 năm 1978), thị trấn Tuy Hòa lại tách ra để tái lập thị xã Tuy Hòa.
Ngày 23 tháng 4 năm 1979, thành lập ở vùng kinh tế mới thôn Phong Hậu, buôn Hố Hầm (xã Sơn Hà, huyện Tây Sơn) và thôn Lỗ Rong (xã Hòa Quang, huyện Tuy Hòa) một xã mới lấy tên là xã Hòa Hội.
Ngày 5 tháng 9 năm 1981, chuyển 6 xã: Hòa Trị, Hòa An, Hòa Thắng, Hòa Quang, Hòa Định, Hòa Hội về thị xã Tuy Hòa quản lý (nay các xã này thuộc huyện Phú Hòa).
Ngày 30 tháng 9 năm 1981, chia xã Hòa Bình thành 2 xã lấy tên là xã Hòa Bình 1 và xã Hòa Bình 2; chia xã Hòa Mỹ thành 2 xã lấy tên là xã Hòa Mỹ Đông và xã Hòa Mỹ Tây; chia xã Hòa Tân thành 2 xã lấy tên là xã Hòa Tân Đông và xã Hòa Tân Tây; chia xã Hòa Hiệp thành 3 xã lấy tên là xã Hòa Hiệp Bắc, Hòa Hiệp Trung, Hòa Hiệp Nam; thành lập xã Hòa Tâm gồm có thôn Phước Giang và Lạc Long của xã Hòa Xuân.
Ngày 30 tháng 6 năm 1989, tỉnh Phú Yên được tái lập từ tỉnh Phú Khánh cũ, huyện Tuy Hòa thuộc tỉnh Phú Yên.
Ngày 30 tháng 12 năm 1993, Nghị quyết kỳ họp thứ 4 Quốc hội khóa IX điều chỉnh ranh giới giữa 2 tỉnh Phú Yên và Khánh Hòa, tách thôn Vũng Rô thuộc xã Đại Lãnh, huyện Vạn Ninh, tỉnh Khánh Hòa để sáp nhập vào xã Hòa Xuân, huyện Tuy Hòa (nay thôn này thuộc xã Hòa Xuân Nam, thị xã Đông Hòa).
Ngày 27 tháng 8 năm 1994, chia xã Hòa Xuân thành 3 xã: Hòa Xuân Đông, Hòa Xuân Nam, Hòa Xuân Tây; chia xã Hòa Phong thành 2 xã: Hòa Phong và Hòa Phú.
Cuối năm 2004, đơn vị hành chính của huyện Tuy Hòa gồm thị trấn Phú Lâm (huyện lỵ) và 20 xã: Hòa Bình 1, Hòa Bình 2, Hòa Đồng, Hòa Hiệp Bắc, Hòa Hiệp Nam, Hòa Hiệp Trung, Hòa Mỹ Đông, Hòa Mỹ Tây, Hòa Phong, Hòa Phú, Hòa Tâm, Hòa Tân Đông, Hòa Tân Tây, Hòa Thành, Hòa Thịnh, Hòa Vinh, Hòa Xuân Đông, Hòa Xuân Nam, Hòa Xuân Tây, Sơn Thành.
Ngày 5 tháng 1 năm 2005, thị trấn Phú Lâm được sáp nhập vào thành phố Tuy Hòa mới được thành lập và chuyển thành phường Phú Lâm (nay là 3 phường: Phú Đông, Phú Lâm, Phú Thạnh).
Ngày 16 tháng 5 năm 2005, Chính phủ ban hành Nghị định 62/2005/NĐ-CP. Theo đó, chia xã Sơn Thành thành hai xã Sơn Thành Đông và Sơn Thành Tây, chia huyện Tuy Hòa thành hai huyện mới là huyện Đông Hòa và huyện Tây Hòa.
- Huyện Đông Hòa gồm 10 xã: Hòa Hiệp Bắc, Hòa Hiệp Nam, Hòa Hiệp Trung, Hòa Tâm, Hòa Tân Đông, Hòa Thành, Hòa Vinh, Hòa Xuân Đông, Hòa Xuân Tây, Hòa Xuân Nam.
- Huyện Tây Hòa gồm 11 xã: Hòa Bình 1, Hòa Bình 2, Hòa Đồng, Hòa Mỹ Đông, Hòa Mỹ Tây, Hòa Phong, Hòa Phú, Hòa Tân Tây, Hòa Thịnh, Sơn Thành Đông, Sơn Thành Tây.

Từ đó, huyện Tuy Hòa không còn tồn tại.
Ngày 22 tháng 4 năm 2020, Ủy ban Thường vụ Quốc hội ban hành Nghị quyết số 931/NQ-UBTVQH14 năm 2020 (nghị quyết có hiệu lực từ ngày 1 tháng 6 năm 2020). Theo đó, thành lập thị xã Đông Hòa trên cơ sở toàn bộ diện tích và dân số của huyện Đông Hòa.